# Takkasaaret
Takkasaaret är en ö i Finland. Den ligger i sjön Haukivesi och i kommunen Varkaus i den ekonomiska regionen  Varkaus ekonomiska region  och landskapet Norra Savolax, i den sydöstra delen av landet, 290 km nordost om huvudstaden Helsingfors. Öns area är 8,8 hektar och dess största längd är 0,5 kilometer i sydöst-nordvästlig riktning.  Notera att namnet antyder att det är fråga om flera öar.